# Свирино (Новоспасский район)
Свирино — село в Новоспасском районе Ульяновской области России в составе Садовского сельского поселения.

## География
Находится на берегу реки Сызранка, на расстоянии примерно 8 километров на запад от районного центра посёлка Новоспасское. Село разделено пополам федеральной трассой М-5 "Урал", есть ж/д станция "Свирино" (с 2014 года не работает).

## Название
Село называлось Шереметевка и Вознесенское — по церкви. Нынешнее наименование получило в 1935 году, в честь убитого в 1924 году селькора Петра Свирина (Барашкова).

## История
Село основано во 2-й половине XVII в. Названо по фамилии первого владельца сельца.
В 1780 году, при создании Симбирского наместничества, село Шереметево, помещичьих крестьян,  вошло в Канадейский уезд.
В 1808 году помещиком Владимиром Александровичем Анненковым в с. Шереметевка (Вознесенское) при р. Сызрани был построен каменный храм. Престолов три: главный в честь Вознесения Господня и в приделах: в правом во имя Архистратига Божьего Михаила и в левом во имя св. равноапост. князя Владимира.
В 1859 году село Шереметевка (Вознесенское) входило в состав 2-го стана Сызранского уезда Симбирской губернии.
В 1913 году в селе было 294 двора, 1358 жителей, церковь, 2 молитвенных дома, в поздний советский период — центр колхоза им. Фрунзе.

## Население
В 2002 году население составляло 179 человек (русские 79%), 119 по переписи 2010 года.

## Известные уроженцы
- Баранов, Виктор Кириллович  — Герой Советского Союза.
- В селе родился Патриарший архидиакон Сергий Туриков, дед епископа Раменского Алексия (Турикова).

## Достопримечательности
- Могила комсомольца П. И. Свирина, убитого «кулаками» 19 октября 1924 г.  — памятник истории регионального значения (Решение исполкома Ульяновского областного Совета депутатов трудящихся от 06.12.1973 г. № 834 Распоряжение Главы администрации Ульяновской области от 29.07.1999 № 959-р)[3].